# Drňa
Drňa (en húngaro: Darnya) es una localidad de Eslovaquia. Se encuentra en la región de Banská Bystrica.

## Historia
La primera mención escrita de la villa data del año 1246.
En el siglo XVI fue atacada por los turcos.
La localidad fue anexionada a Hungría después del Primer arbitraje de Viena el 2 de noviembre de 1938. En ese año el municipio contaba con 381 habitantes y era parte del distrito de Rimavská Sobota (en húngaro: Rimaszombati járás). Durante el periodo 1938-1945, su nombre oficial pasó a ser el húngaro (Darnya / Darna).
Tras la Segunda Guerra Mundial la ciudad fue devuelta a Checoslovaquia.

## Demografía
| Año        | 1994 | 2004     | 2014 | 2024    |
| ---------- | ---- | -------- | ---- | ------- |
| Población  | 188  | 225      | 225  | 210     |
| Diferencia |      | +19,68 % | +0 % | −6,66 % |

| Año        | 2023 | 2024    |
| ---------- | ---- | ------- |
| Población  | 212  | 210     |
| Diferencia |      | −0,94 % |